# Gyepükaján
Gyepükaján ist eine ungarische Gemeinde im Kreis Sümeg im Komitat Veszprém.

## Geografische Lage
Gyepükaján liegt 45 Kilometer westlich des Komitatssitzes Veszprém und 8 Kilometer nordöstlich der Kreisstadt Sümeg an dem Fluss Meleg-víz. Nachbargemeinden sind Csabrendek und Káptalanfa.

## Geschichte
Im Jahr 1913 gab es in der damaligen Kleingemeinde 123 Häuser und 705 Einwohner auf einer Fläche von 1752  Katastraljochen. Sie gehörte zu dieser Zeit zum Bezirk Sümeg im Komitat Zala.

## Sehenswürdigkeiten
- Kirchenruine aus der Árpádenzeit, südöstlich des Ortes gelegen
- Kruzifix, neben der Kirchenruine
- 1956er-Denkmal
- Römisch-katholische Kirche Szent István király, erbaut 1901
- Szent-Vendel-Statue, erschaffen 1908

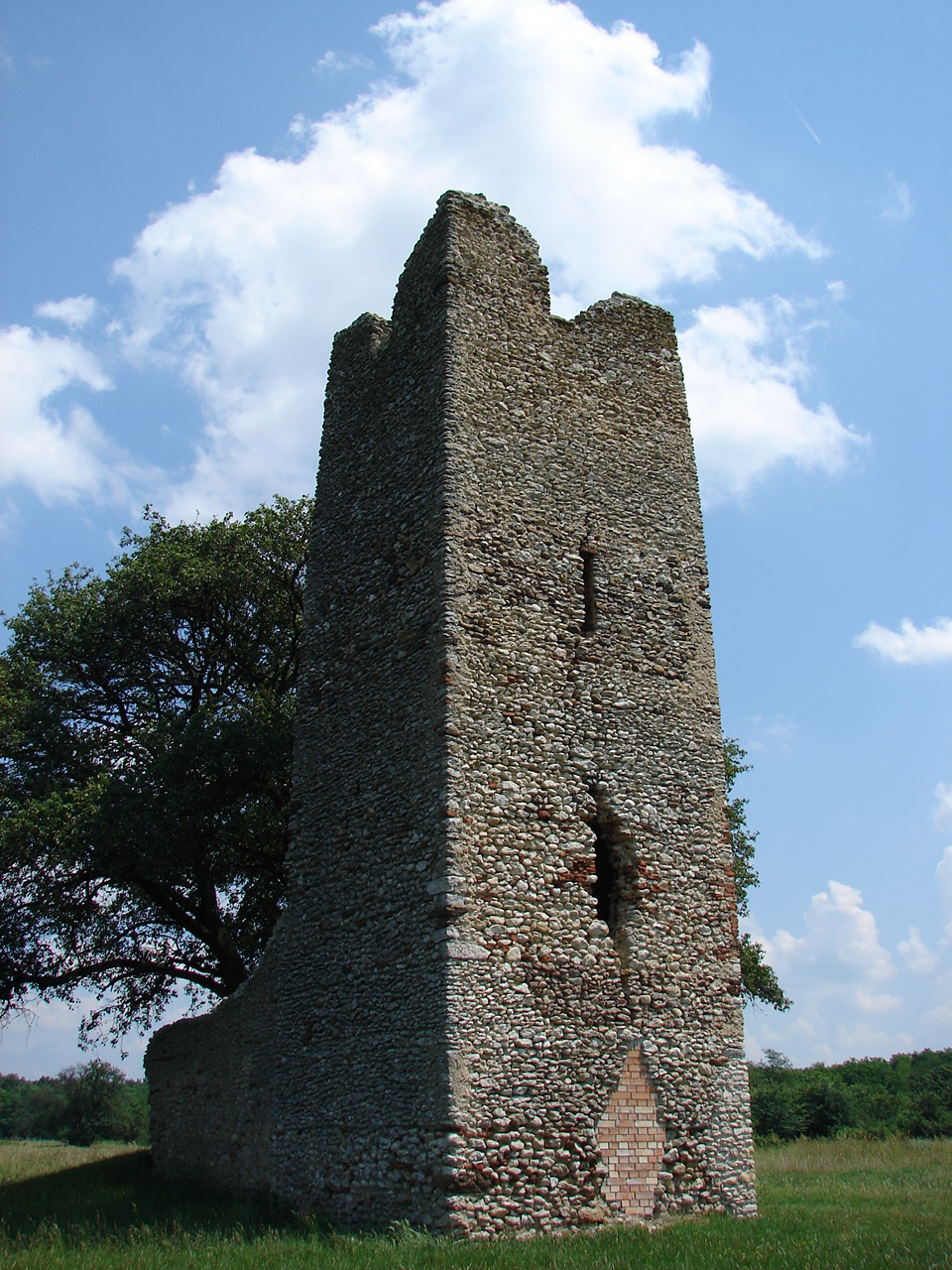
Kirchenruine aus der Árpádenzeit

- Weltkriegsdenkmal

## Verkehr
Durch Gyepükaján verläuft die Landstraße Nr. 7374. Es bestehen Busverbindungen über Csabrendek nach Sümeg sowie über Devecser und Ajka nach Veszprém. Der nächstgelegene Bahnhof befindet sich dreizehn Kilometer nordöstlich in Devecser.